# Elegantly Wasted
Elegantly Wasted es el décimo álbum de estudio de la banda de rock australiana INXS. Fue lanzado al mercado el 15 de abril de 1997 y destaca por ser el último disco de la banda con el cantante Michael Hutchence antes de su fallecimiento el 22 de noviembre de ese mismo año. 
El grupo estuvo ensayando en abril de 1996 en Londres, y se trasladaron a Vancouver para grabar con el productor Bruce Fairbairn en diciembre de ese año. La producción del álbum fue completada por Hutchence y Andrew Farriss en España en febrero de 1997. Dos canciones que no entraron en el álbum fueron incluidas en el disco Bang the Drum de 2004.
Los hermanos Farriss dedicaron el álbum a su madre, Jill, que falleció en 1995.
La canción "Don't Lose your Head" aparece como parte de la banda de sonido de la película Contracara (Cara a cara) protagonizada por John Travolta y Nicolas Cage.
Las versiones estadounidense y canadiense del álbum, no incluyen el tema "Shine".
Las versiones japonesa y australiana incluyen exclusivamente un tema inédito llamado "Let It Ride".

## Historia
En junio de 1994, INXS terminó su relación contractual con Atlantic Records en los Estados Unidos, y firmaron un nuevo acuerdo de ámbito global con PolyGram/Mercury Records; aun así, el grupo accedió a editar un último álbum con Atlantic - The Greatest Hits. Lanzado varios meses después, el 31 de octubre, la recopilación incluyó dos temas nuevos: "The Strangest Party (These Are the Times)" y "Deliver Me".
Tras un largo parón, INXS volvió a reunirse en 1996 para grabar su décimo álbum de estudio, Elegantly Wasted, el último con Hutchence. En 1995, Hutchence había empezado a trabajar en un álbum en solitario que llevaría su nombre; y lo dejó aplazado hasta que se terminara la grabación de Elegantly Wasted. En una entrevista de la revista The Album Network en marzo de 1997, Hutchence dijo, "Realmente nosotros queríamos salir de la vieja rutina por un momento. Como grupo, hemos grabado un álbum cada doce o dieciocho meses durante los últimos cinco o seis años. Esto ayudó a crear una situación de fricción personal y comercial dentro del grupo y con nuestro sello discográfico, sobre todo a la finalización de nuestro último álbum de estudio Full Moon, Dirty Hearts. Con la finalización del álbum, también cumplimos nuestro contrato con Atlantic Records. Entonces, parecía el momento lógico para tomar un descanso".

## Grabación
Con Hutchence y Andrew Farriss viviendo en Londres, el dúo de compositores comenzó a hablar por teléfono sobre un nuevo disco. Después de pasar meses hablando de nuevas ideas, la pareja finalmente se unió y comenzó a trabajar en nuevo material. Utilizando Grabación multipista y grabadores ADAT (Alesis Digital Audio Tape), la pareja reunió un puñado de cintas de demostración, que incluían una versión inicial de la canción "Searching". Los miembros restantes de INXS volaron para encontrarse con Hutchence y Farriss en Londres. Cuando todo el grupo se reunió, empezaron a ensayar el material que habían grabado previamente Hutchence y Farriss. Los ensayos comenzaron en abril de 1996. Mientras visitaban a sus amigos Bono y Larry Mullen Jr. de U2 en Dublín durante el verano de 1996, Hutchence y Farriss alquilaron un pequeño estudio donde continuaron trabajando en el álbum. Ellos dieron los toques finales a las cintas de demostración existentes, así como también compusieron nuevas grabaciones. Una de las primeras canciones que se completó durante estas sesiones fue "Searching". La banda mostró por primera vez la canción en vivo en los ARIA Music Awards de Australia en septiembre de 1996.
Antes de reunirse con Fairbairn, la banda le envió todo el material en el que habían estado trabajando. Fairbairn acababa de terminar de trabajar con la banda de rock irlandesa, The Cranberries. Al recibir el material, Fairbairn comentó: "Me impresionó la sensación y los diferentes sonidos que habían estado usando". Añadió: "De hecho, terminé sugiriendo que podríamos querer guardar algunas de las cosas en las demostraciones, porque lo más probable era que cuando volviéramos al estudio no pudiéramos recrear esa vibración". Después de escuchar el material, Fairbairn voló a Londres para reunirse con la banda. Pasó algunas tardes con Hutchence y Farriss discutiendo el proyecto. Se fijó una fecha para la producción en el propio estudio de grabación de Fairbairn en Vancouver, produciendo tanto él como Farriss. Cuando más tarde se le preguntó sobre su papel en la producción de Elegantly Wasted , Fairbairn dijo: "Bueno, realmente no coproduje con la banda, pero el disco fue producido con Andrew Farriss en la etapa de creación, y como terminamos manteniendo algunas de las cosas en las demostraciones, sentí que era justo reconocer su contribución de alguna manera".
La banda llegó por primera vez al estudio Armory en Vancouver en diciembre de 1996 para comenzar las sesiones de grabación. La mayoría de las demos que se llevaron a cabo en Vancouver tuvieron que ser reorganizadas, eliminando y descartando ciertas partes, además de agregar nuevos ritmos de batería y líneas de bajo. Algunos miembros de la banda tuvieron que hacer una sobregrabación en los demos existentes, incluido Hutchence, que grabó nuevas sobregrabaciones en las voces. La mayor parte del álbum se grabó digitalmente; la batería, el bajo y la guitarra de las pistas "Girl on Fire", "We Are Thrown Together" y "Bang the Drum" (lanzados durante la producción) se grabaron utilizando equipos analógicos. La mayoría de las voces se interpretaron en un pequeño estudio en Marbella en febrero de 1997. Se contrataron músicos adicionales para proporcionar coros en "Don't Lose Your Head", "Searching" y "I'm Just a Man". Una vez finalizadas las sesiones en España, las grabaciones se devolvieron a Vancouver, donde el ingeniero Mike Plotnikoff comenzó la mezcla inicial, antes de enviarlas a los estudios Townhouse de Londres, donde el productor Tom Lord-Alge realizó la mayor parte de la mezcla.

## Listado de canciones
El álbum está disponible en tres formatos, originalmente en casete de cinta magnética de audio y disco compacto, y posteriormente reeditado en disco de vinilo.
Edición original en CD
| Elegantly Wasted |                          |                                    |          |  |
| N.º              | Título                   | Escritor(es)                       | Duración |  |
| 1.               | «Show Me (Cherry Baby)»  | Andrew Farriss y Michael Hutchence | 4:16     |  |
| 2.               | «Elegantly Wasted»       | Andrew Farriss y Michael Hutchence | 4:32     |  |
| 3.               | «Everything»             | Andrew Farriss y Michael Hutchence | 3:13     |  |
| 4.               | «Don't Lose Your Head»   | Andrew Farriss y Michael Hutchence | 4:02     |  |
| 5.               | «Searching»              | Andrew Farriss y Michael Hutchence | 4:04     |  |
| 6.               | «I'm Just a Man»         | Andrew Farriss y Michael Hutchence | 4:48     |  |
| 7.               | «Girl on Fire»           | Andrew Farriss y Michael Hutchence | 3:55     |  |
| 8.               | «We Are Thrown Together» | Andrew Farriss y Michael Hutchence | 5:36     |  |
| 9.               | «Shake the Tree»         | Andrew Farriss y Michael Hutchence | 4:10     |  |
| 10.              | «She Is Rising»          | Andrew Farriss y Michael Hutchence | 5:24     |  |
| 11.              | «Building Bridges»       | Andrew Farriss y Michael Hutchence | 3:57     |  |
| 12.              | «Shine»                  | Andrew Farriss y Michael Hutchence | 3:50     |  |

### Edición australiana y japonesa
Las ediciones australiana y japonesa incluyen un tema adicional.

| temas adicionales |               |                                    |          |  |
| N.º               | Título        | Escritor(es)                       | Duración |  |
| 13.               | «Let It Ride» | Andrew Farriss y Michael Hutchence | 3:42     |  |

## Relación de ediciones
Álbum Elegantly Wasted
| Formato | Región         | Sello             | Nº de catálogo | Fecha                                                   |
| LP      | Europa         | Universal Records | 0602537779055  | 2014 (12 temas edición remasterizada vinilo 180 gramos) |
| MC      | Canadá         | Mercury Records   | 314 534 531-4  | 1997 (11 temas)                                         |
| MC      | Estados Unidos | Mercury Records   | 7 31453 45314  | 1997 (11 temas)                                         |
| MC      | Europa         | Mercury Records   | 534 613-4      | 1997 (12 temas)                                         |
| CD      | Australia      | Mercury Records   | 534 613 - 2    | 1997 (12 temas)                                         |
| CD      | Australia      | Mercury Records   | 534531         | 1997 (13 temas)                                         |
| CD      | Estados Unidos | Mercury Records   | 314 534 531-2  | 1997 (11 temas)                                         |
| CD      | Canadá         | Mercury Records   | P2 34531       | 1997 (11)                                               |
| CD      | Europa         | Mercury Records   | 534 613-2      | 1997 (12 temas)                                         |
| CD      | Japón          | Mercury Records   | PHCR-1505      | 1997 (13 temas)                                         |
| CD      | Europa         | Universal Records | 0602527706344  | 2011 (12 temas reedición remasterizada)                 |
| CD      | Australia      | Universal Records | 2770634        | 2011 (12 temas reedición remasterizada)                 |

## Sencillos
- "Elegantly Wasted" (marzo de 1997)
- "Everything" (mayo de 1997)
- "Don't Lose Your Head" (junio de 1997)
- "Searching" (previsto para septiembre de 1997 pero nunca editado)